# World Downfall
World Downfall (engl. für Weltuntergang) ist das Debütalbum der amerikanischen Grindcore-Band Terrorizer. Das Album wurde 1989 über Earache Records veröffentlicht.

## Entstehungsgeschichte
Ein Großteil des Materials stammt noch von der Band Nausea, bei der Oscar Garcia und Alfred Estrada zuvor aktiv waren. Noch vor den Aufnahmen stieg Estrada aus der Band aus und David Vincent übernahm seinen Part. Vincent war eigentlich nie fester Bestandteil von Terrorizer und nur als Gastmusiker aktiv. Die Aufnahmen entstanden innerhalb von zwei Tagen. David Vincent äußerte sich später abwertend über das Album.
Zum Zeitpunkt der Veröffentlichung war die Band bereits aufgelöst. Jesse Pintado schloss sich Napalm Death an, während Pete Sandoval David Vincent bei Morbid Angel unterstützte. Nach der Auflösung widmete sich Oscar Garcia wieder Nausea. 2005 wurde die Band reformiert.

## Bedeutung
World Downfall gilt heute als Meilenstein des Genres. Das Album stellt die erste Arbeit von Scott Burns als Musikproduzent dar. Burns sollte im Anschluss der wichtigste Produzent des Florida Death Metal werden. Die Texte waren gesellschaftskritisch und wie für Grindcore üblich eher dem Punk zuzuordnen.

## Titelliste
1. After World Obliteration – 3:30
2. Storm of Stress – 1:28
3. Fear of Napalm – 3:01
4. Human Prey – 2:08
5. Corporation Pull-In – 2:22
6. Strategic Warheads – 1:38
7. Condemned System – 1:22
8. Resurrection – 2:59
9. Enslaved by Propaganda – 2:14
10. Need to Live – 1:17
11. Ripped to Shreds – 2:52
12. Injustice – 1:28
13. Whirlwind Struggle – 2:16
14. Infestation – 1:56
15. Dead Shall Rise – 3:06
16. World Downfall – 2:37